# Шапира, Мозес
Мо́зес Вильге́льм Шапи́ра (нем. Moses Wilhelm Shapira, ивр. מוזס וילהלם שפירא‎; 1830, Каменец-Подольский — 9 марта 1884, Роттердам) — иерусалимский торговец сувенирами и антиквар, подданный Пруссии, известный как приобретением подлинных древнееврейских рукописей, так и неудачной попыткой подделки «моавских идолов» в 1873 году. В 1883 году предложил Британскому музею древние рукописи Второзакония на коже, якобы обнаруженные им в Иудейской пустыне, но был обвинён в фальсификации и покончил жизнь самоубийством. Предложенные музею рукописи были вскоре утрачены. Интерес к делу Шапиры появился вновь в 1947 году после Кумранских находок. Основным сторонником реабилитации Шапиры был профессор Висконсинского университета Менахем Мансур. Британский музей в каталоге выставки подделок 1990 года признал, что случай с Шапирой является классическим примером ошибки экспертов. Тем не менее, дискуссия о подлинности находок Шапиры и степени его вовлечённости в изготовление подделок далеко не окончена.

## Биография
Биография М. Шапиры до переезда в Иерусалим известна в основном из его прошения прусскому консулу от 1860 года о предоставлении подданства. Он был родом из Каменца-Подольского, где получил традиционное еврейское образование. В 1856 году его отец решил переехать в Иерусалим, который тогда принадлежал Османской империи. По пути в Бухаресте Моисей Шапира перешёл в лютеранство. В Иерусалиме он поселился близ англиканской миссии при Церкви Христа, учился в Доме Ремёсел. Не имея гражданства, он испросил прусского подданства и получил его, а в 1861 году женился на медсестре-немке Розетте Йокель, от которой имел двух дочерей. Младшая дочь Мария впоследствии стала французской писательницей под псевдонимом Мириам Арри (1875—1958). В 1914 году она опубликовала автобиографический роман «Маленькая дщерь иерусалимская», где много места посвятила отцу. Женившись, Шапира оставил службу в англиканской миссии, и открыл сувенирную лавку на Христианской улице, в которой торговал и древностями, полученными от местных жителей. Шапира приобрёл репутацию надёжного антиквара, он снабжал библиотеки Берлина и Лондона ценными древнееврейскими текстами, главным образом из Йемена. Мозес Вильгельм обнаружил и впоследствии продал Германии комментарий к Мидрашу, принадлежавший перу Маймонида.
В 1868 году была обнаружена Стела Меша с надписью моавитского царя Меши. Вскоре на рынке в Иерусалиме появились предметы из глины, о которых говорилось, что они были найдены у подножья стелы. Шапира взялся продать «моавских идолов» Берлинскому музею; за 1700 глиняных предметов немцы заплатили 22 тысячи талеров. Французский консул в Иерусалиме Шарль Клермон-Ганно выяснил, что эти «древности» были изготовлены в мастерской Селима аль-Кари, делового партнёра Шапиры.
Большие доходы, получаемые Шапирой, позволили ему арендовать для семьи «Замок Рашида» — большой дом на улице Рав Кук. Его репутация книготорговца не пострадала — несколько рукописей приобрёл мэр Сан-Франциско Адольф Сютро.

## Казус «Манускрипта Шапиры»
По версии самого Шапиры, в 1878 году он гостил у шейха Махмуда аль-Араката, от которого узнал, что бедуины нашли в пещере в Вади-эль-Муджиб, у восточного берега Мёртвого моря какие-то старые «колдовские заклинания», завёрнутые в истлевшее полотно. В результате ему удалось получить от шейха несколько фрагментов рукописей на коже, в которых он распознал фрагменты «Второзакония», но без финальной части, повествующей о смерти Моисея. Шапира предположил, что это мог быть даже его автограф.
Рукописи в течение пяти лет пролежали в доме Шапиры, и только в 1883 году он представил их профессору Шрёдеру — немецкому консулу в Бейруте, который счёл их подлинными. Однако экспертиза в Берлине у профессора Лепсиуса закончилась тем, что рукописи — три длинных кожаных полосы, — были признаны «бесстыдной подделкой». Тем не менее, Шапира повёз свою находку в Лондон и предложил купить свитки Британскому музею за 1 000 000 фунтов стерлингов — огромную по тем временам сумму (эквивалентна 88 миллионам фунтов 2013 года). Встретили его поначалу доброжелательно, хотя картограф К. Кондер, работавший в Моавской пустыне, полагал, что глинистые пещеры сырые и сохранность там кожаных рукописей невероятна. Ещё более серьёзные сомнения вызвало сообщение Шапиры, что рукописи были обёрнуты в полотно. После находок Кумранских рукописей в 1947 году все эти детали в рассказах Шапиры соотносились с обстоятельствами реальных находок; в текстологическом отношении содержание опубликованной части свитков Шапиры также находит соответствие в кумранских текстах.
Последовательным критиком Шапиры поначалу был только Ш. Клермон-Ганно, специально приехавший в Лондон. По версии французского археолога, Шапира использовал синагогальные кожаные свитки, которым было не более 300 лет, и затем обрезал нижний край свитка, обработав его химическими реактивами. Текст «Второзакония» был произвольно изменён, а затем записан шрифтом, напоминавшим Моавский камень. Вскоре в Британской библиотеке были найдены свитки с аналогично обрезанными краями, причём приобретённые у самого Шапиры ещё в 1877 году.
После резкой по тону серии статей в лондонской «Таймс» 23 августа 1883 года Шапира поссорился со своим бывшим союзником — профессором Давидом Гинзбургом (уроженцем Варшавы) — и покинул Лондон. Он не вернулся в Иерусалим, и даже не отправил своей семье ни одного письма. Переезжая из города в город, 9 марта 1884 года он приехал в Роттердам, где снял номер в гостинице «Блоумендал» и застрелился.
16 марта 1885 года рукописи Шапиры — в общей сложности 15 кожаных полосок, были проданы за 18 фунтов и 5 шиллингов (1720 фунтов 2013 года) торговцу древностями, который выставил их на англо-еврейской исторической выставке в Альберт-Холле в 1887 году. Далее они были перепроданы за 25 фунтов (2400 фунтов 2013 года) сэру Чарлзу Николсону, профессору Сиднейского университета. Потом следы свитков Шапиры теряются. По одной из версий, рукописи сгорели во время пожара в лондонском доме Николсона в 1899 году.